# SIG Sauer P239
SIG P239 je poloautomatická pistole navržena a vyráběná německou společností Sig Sauer GmbH a později americkou společností Sig Sauer, Exeter, NH . Výroba P239 byla v roce 2018 ukončena. Pistole byla nabízena v kalibrech 9 mm Luger, .357 SIG a .40 S&W.

## Technické údaje
Celková délka zbraně činí 168 mm, délka samotné hlavně dosahuje 91 mm. Váha se pohybuje od 710–770 gramů podle ráže. Zbraň má zásobník buď na 8 nábojů v ráži 9 mm Luger nebo 7 nábojů v ráži .357 SIG nebo .40 S&W. Pistole může být v systému "double action only (DAO)" – pouze dvojčinný systém nebo "double/single action (DA/SA)" – dvojčinný nebo jednočinný systém.

## Marketing
Navržena byla jako malá pistole určená pro skryté nošení. Zbraň je typickou ukázkou skvělé pověsti firmy SIG Sauer a uspokojí i náročné uživatele. Je však poměrně drahá.